# Tinlot
Tinlot este o comună francofonă din regiunea Valonia din Belgia. Comuna este formată din localitățile Abée, Fraiture, Ramelot, Seny, Scry și Soheit-Tinlot. Suprafața totală a comunei este de 37,12 km². La 1 ianuarie 2008 comuna avea o populație totală de 2.436 locuitori. 